# Blaesodactylus victori
Blaesodactylus victori — вид геконоподібних ящірок родини геконових (Gekkonidae). Ендемік Мадагаскару. Описаний у 2016 році.

## Поширення і екологія
Blaesodactylus victori відомі за типовим зразком, зібраним в національному парку Наморока в регіоні Боені на північному заході острова Мадагаскар.